# La Salute di Livenza
La Salute di Livenza è una frazione del comune italiano di San Stino di Livenza, nella città metropolitana di Venezia.
Secondo centro del comune dopo il capoluogo, sorge sulle due rive del fiume Livenza, al confine con San Giorgio di Livenza di Caorle.

## Storia
In epoca romana la zona ricadeva nell'agro di Concordia Sagittaria e vi furono costruite delle ville litoranee. Successivamente gravitò attorno ad Eraclea, prima capitale del ducato di Venezia.
Sul finire dell'età imperiale, tuttavia, iniziò un rapido declino e il territorio venne occupato da paludi in continuità con le lagune venete e friulane. Nel 1664 il Senato veneziano incaricò il Magistrato alle Acque della deviazione del Livenza per evitare l'interramento della laguna, sicché la scarsa popolazione che allora risiedeva in zona si ritrovò divisa fra la riva sinistra e quella destra.
Le prime notizie sull'abitato de La Salute compaiono solo nel corso del Settecento e inizialmente si chiamava Musil di Sotto (Musil di Sopra corrispondeva invece all'attuale Biverone), toponimo che indicherebbe un appezzamento di terreno prosciugato. Il toponimo attuale si fissò poco dopo: si riferisce a un sacello intitolato alla Madonna della Salute, che nel 1766 fu sostituito da una vera e propria chiesetta più adatta alla comunità locale la quale, benché dipendesse ancora dalla parrocchia di San Stino, contava già 250 persone.
Bisognerà attendere l'Ottocento per vedere l'inizio della bonifica del territorio, che restituì alle attività agricole circa duemila ettari di terreno. Questo evento diede ulteriore impulso alla crescita demografica che comportò dapprima l'insediamento di un cappellano stabile e infine (1940), l'istituzione di una parrocchia autonoma.

## Monumenti e luoghi d'interesse

### Chiesa parrocchiale
L'attuale edificio fu costruito nel 1924 su iniziativa dell'arciprete di San Stino don Michele Martina. Nel 1940 il vescovo di Concordia Luigi Paulini la proclamò parrocchiale, accogliendo una richiesta avanzata dagli abitanti già nel 1896.